# Wolfiporia cartilaginea
Wolfiporia cartilaginea är en svampart som beskrevs av Ryvarden 1986. Wolfiporia cartilaginea ingår i släktet Wolfiporia och familjen Polyporaceae.   Inga underarter finns listade i Catalogue of Life.